# Jardin botanique Lancetilla
Le jardin botanique de Lancetilla, situé à Tela (Honduras) a été fondé en 1925.
Le jardin abrite une multitude d’arbres fruitiers, la plus grande plantation de mangoustaniers en Amérique, des orchidées, des palmiers, des bambous, etc.
Les oiseaux ont élu domicile au jardin à cause de la présence de toute cette nourriture. On en dénombre 250 espèces : le Toucan à carène, le Trogon rosalba, le Motmot à sourcils bleus. Une myriade d’oiseaux peuvent être observés à loisir.
Le jardin botanique peut être découvert à travers une randonnée de 3 à 4 heures.